# Orquestra Jovem de Saskatoon
A Orquestra Jovem de Saskatoon é uma orquestra baseada em Saskatoon, no Canadá. 

## História
A orquestra começou a apresentar-se em 1958 por Murray Adaskin, como uma extensão júnior da Orquestra Sinfônica de Saskatoon. Em 1983, Wayne Toews e George Charpentier criaram a orquestra como uma organização independente.  O repertório da orquestra executa trabalhos de John Williams, Edvard Grieg, Edward Elgar e Jacques Offenbach.